# 澳大利亚联邦法院
澳大利亚联邦法院（英語：Federal Court of Australia）是澳大利亚一个高等法院，有权受理大多数受联邦法律管辖的民事纠纷（家庭法除外）以及简易程序和可公诉罪行。一审案件通常由一名法官受理。联邦法院有一个上诉分庭，由三名法官组成合议庭受理案件。澳洲高等法院负责审议来自联邦法院的上诉。
在澳大利亚的法院体系中，联邦法院相当于各州和地区的最高法院，并且在级别上高于联邦巡回法院。

## 管辖权
联邦法院没有固有的管辖权，其管辖权来自法规规定， 法院的管辖权起源于联邦立法产生的事项，如税收、贸易、知识产权、劳资关系、公司、移民、破产等事务。
澳大利亚联邦法院在所有事务上对联邦巡回法院具有上诉权，但不包括家庭法，法律规定家庭法事务的上诉法院为澳大利亚家庭法院。此外，联邦法院还对诺福克岛最高法院的上诉案件行使一般管辖权，包括刑事和民事事务。在某些联邦事务上对州最高法院行使上诉管辖权 。联邦法院行使上诉管辖权的其他对象还有澳大利亚体育反兴奋剂管理局，澳大利亚人权与机会均等委员会。
联邦法院有权对宪法进行解释。